# Explorer 15
Explorer 15 ou EPE-C  (acronyme de Energetic Particles Explorer-C) ou S-3B  est un petit satellite scientifique de la NASA mis en orbite en octobre 1962 pour étudier les ceintures de radiation de la Terre dont les ceintures de radiation artificielles générées par des essais nucléaires dans la haute atmosphère. C'est le troisième satellite d'une série de quatre satellites développé par le centre Goddard  utilisant la même plateforme et pesant une quarantaine de kilogrammes. L'engin spatial, stabilisé par rotation, emportait une série d'instruments permettant principalement de mesurer l'énergie et la direction des flux d'électrons et de protons des ceintures de radiation. Explorer 15 a fonctionné jusqu'à fin janvier 1963 et, bien que partiellement endommagé, a fourni des résultats scientifiques exploitables.  

## Contexte et historique de la mission
Explorer 15 est le troisième satellite de la série S-3 développé par le Centre de vol spatial Goddard (établissement de la NASA) dans le cadre de son programme Explorer réunissant des missions scientifiques de faible cout. Cette série inclue également les Explorer 12 (lancé en 1961), 14 (1962) et 26 (1964). Explorer 15 est construit initialement pour remplacer Explorer 14 en cas d'échec de cette mission. Cette dernière ayant rempli ses principaux objectifs, des instruments complètement différents sont installés.
Explorer 15, comme Explorer 14 qui a été lancé quelques semaines plus tôt, doit notamment étudier l'impact de l'essai nucléaire américain Starfish Prime réalisé en juillet 1962 dans la haute atmosphère. Cette bombe H d'une puissance de 1,4 mégatonnes a créé, en explosant à une altitude de 400 kilomètres, une ceinture de radiations artificielle que les deux satellites doivent étudier. Il va s'avérer que la puissance du flux de particules à hautes énergies libéré par l'explosion a été largement sous-estimée par les scientifiques. Dans l'espace plusieurs satellites sont mis hors service ou endommagés du fait des dommages subis par leur électronique ou leurs panneaux solaires : TRAAC, Ariel 1, Telstar 1   et Transit 4B  ont cessé de fonctionner. Explorer 14 et 15 subiront des dommages partiels.  

## Déroulement de la mission
Le satellite Explorer 15 est lancé le 27 octobre 1962 par une fusée Delta A depuis Cape Canaveral. Il est placé sur une Orbite haute très excentrique de 306 km × 17 438 km avec une inclinaison orbitale de 18° et une période de révolution de 311,4 minutes. De manière standard à cette époque, le dernier étage était stabilisé durant son fonctionnement par rotation : une fois largué le satellite doit réduire la vitesse de rotation (très élevée pour être efficace lors de la phase propulsée mais trop élevée pour la collecte de données scientifiques par le satellite) en utilisant des masselottes fixées au bout de câbles (Yoyo). Mais cette opération échoue pour Explorer 15 et la vitesse rotation établie à 73 tours par minute pénalisera la qualité des données fournies par deux des expériences,.
L'observation des ceintures de radiation artificielles créées par des explorations nucléaires bénéficie d'un bonus car les soviétiques décident de répliquer à l'expérience Starfish en faisant exploser à leur tour trois bombes nucléaires dans l'atmosphère au-dessus de la Mer Caspienne les 22 octobre (5 jours avant le lancement du satellite), 28 octobre et 1er novembre 1962. Cela permit au satellite d'observer les effets d'une explosion très récente et ceux de deux explosions immédiatement après celles-ci. Les bombes soviétiques étaient toutefois moins puissantes que Starfish et leurs effets s’atténuèrent  beaucoup plus rapidement. Explorer 15 comme Explorer 14 est endommagé par les électrons énergétiques générés par Starship avec des pannes intermittentes de son électronique et une baisse de voltage dans son système d'alimentation électrique. Néanmoins il fonctionne jusqu'en février 1963  en ayant transmis 2067 heures d'observation. Le satellite a été détruit lors de sa rentrée atmosphérique qui a eu lieu le 19 décembre 1978.

## Résultats
Les observations effectuées par les instruments d'Explorer 15 conjointement avec ceux d'Explorer 14 ont permis de mettre en évidence que le rayonnement généré par Starfish s'est dispersé dans l'atmosphère à basse altitude et dans l'espace à haute altitude relativement rapidement. Par contre les effets de l'explosion se sont atténués beaucoup plus lentement aux altitudes intermédiaires (entre 1600 et 3200 kilomètres) avec une disparition complète de l'impact estimé à une échéance de 10 à 20 ans. La disparition rapide de la ceinture de radiations artificielle résulte à basse altitude des interactions avec l'atmosphère et à haute altitude de l'influence des tempêtes magnétiques. Explorer 15 a permis de cartographier et mesurer l'intensité des ceintures de radiation générées par Starfish et les explosions nucléaires soviétiques. Explorer 15 a déterminé que les explosions soviétiques des 28 octobre et 1er novembre ont eu peu d'effet sur les flux de protons aux altitudes élevées et les deux satellites Explorer ont observé l'apparition de la nouvelle ceinture de radiations produite par l'explosion du 1er novembre. De manière générale, les électrons accélérés par les explosions disparaissent au bout de quelques jours, les moins énergétiques disparaissant les premiers.

## Caractéristiques techniques

### Plateforme
Explorer 15 est un petit satellite stabilisé par mise en rotation. Il a une masse de 44,4 kilogrammes. L'énergie solaire est fournie par des cellules solaires.

### Instruments
Explore 15 emporte 6 expériences scientifiques et technologiques : 
- Un instrument mesurant la distribution angulaire des flux d'électrons présents dans la ceinture de radiations artificielle générée par l'explosion nucléaire Starfish Prime. L'instrument comporte deux détecteurs permettantde mesurer les électrons dont l'énergie est comprise entre 1 et 1,5 MeV. Du fait de la rotation du satellite la précision de la mesure dépend de la direction des flux d'électrons. Le détecteur 1 a une résolution angulaire de 20 degrés dans la direction de l'axe de rotation et de 10 degrés dans la direction perpendiculaire à celui-ci. Pour le détecteur 2 ces chiffres sont respectivement de 20 et 14 degrés. Les mesures sont effectuées sur toute l'orbite. L'instrument, qui est fourni par les laboratoires Bell, a une masse de 2,5 kilogrammes et consomme 500 milliWatts[5].
- Un détecteur de particules énergétiques (électrons et protons) constitué de deux scintillateurs plastiques. Le premier détecteur est directionnel et compte les électrons dont l'énergie est supérieure à 0,5 MeV. Il effectue ces mesures dans un cône de 16° perpendiculaire à l'axe de rotation du satellite. Le deuxième détecteur est omnidirectionnel et compte les protons dont l'énergie est comprise entre 40 et 110 MeV et les électrons dont l'énergie est supérieure à 4 MeV. Les détecteurs cesseront de fonctionner le 30 janvier 1963. L'instrument est fourni par l'Université de San Diego[6].
- Un instrument utilisant des semi-conducteurs (diodes) pour mesurer l'énergie  des électrons et des protons. Il est composé de six détecteurs. Le détecteur A est sensible aux électrons dont l'énergie est comprise entre 0,5 et 2,8 Mev et aux protons dont l'énergie est comprise entre 2,1 et 4 MeV. Les détecteurs B à F sont sensibles aux électrons dont l'énergie est comprise entre 0,5 et 2,9 MeV et aux protons dont l'énergie est comprise entre 2,1 et 22 MeV. Les deux types de détecteur permettent de distinguer les électrons des protons. Les détecteurs B et C sont omnidirectionnels (angle de 2 pi stéradians). Les quatre autres détecteurs effectuent leurs observations dans une direction perpendiculaire à l'axe de rotation du satellite. L'instrument, qui est fourni par les laboratoires Bell cessera de produire des données à compter du 23 décembre 1962[7].
- Un magnétomètre fluxgate bidirectionnel mesurant l'intensité et la direction du champ magnétique terrestre dans un volume de l'espace compris entre 1,7 et 3,5 rayons terrestres. Le magnétomètre permet  de mesurer une intensité comprise entre 0 et 4000 nanoTeslas avec une précision de 40 nanoTeslas. Le magnétomètre est monté à l'extrémité d'une perche pour réduire l'incidence des champs générés par l'électronique du satellite. L'instrument est fourni par l'Université du Minnesota. L'instrument a fourni des données dont l'intérêt scientifique était faible sinon nul car le satellite n'a pas pu réduire sa vitesse de rotation à l'issue du lancement et les incertitudes sur les mesures étaient trop importantes[8].
- Un instrument de mesure de la direction et du spectre des électrons et des protons de faible énergie piégés dans l'ionosphère et générés par les aurores. L'instrument est constitué d'un scintillateur à la poudre de phosphore recouvert d'une couche d'aluminium d'une épaisseur de 1000 Angstrœms. L'ouverture du détecteur fait un angle de 45 degrés avec l'axe de rotation. L'instrument permet d'identifier sept niveaux d'énergie pour les protons (105, 140, 177, 254, 512, 971 et 1688 keV) et trois niveaux d'énergie pour les électrons (15, 21 et 27 keV). L'expérience a fonctionné de manière nominale durant toute la vie du satellite mais avec une résolution angulaire dégradée du fait de la vitesse de rotation trop importante. L'instrument est fournie par le centre de vol spatial Goddard[9].
- Quatre groupes de cellules photovoltaïques sont fixés sur le satellite pour mesurer l'impact des radiations sur leur fonctionnement en particulier l'incident de la ceinture de radiations artificielle générée par le test nucléaire Starfish Prime. Chaque groupe est protégé par une couche de saphir d'épaisseur différente (0,1, 0,3, 0,5 et 0,8 grammes par cm²). L'énergie électrique produite lorsque l'incidence du rayonnement solaire est normale et dans le cas contraire est mesurée de manière continue[10].